# Dicraeus fennicus
Dicraeus fennicus är en tvåvingeart som beskrevs av Oswald Duda 1933. Dicraeus fennicus ingår i släktet Dicraeus och familjen fritflugor. Arten är reproducerande i Sverige. Inga underarter finns listade i Catalogue of Life.